# Campeonato Mineiro 2019
El Campeonato Mineiro de 2019 fue la edición 105.ª del principal campeonato de clubes de fútbol del Estado de Minas Gerais. El torneo fue organizado por la Federação Mineira de Futebol y está entre los torneos más importantes del país. Concedió tres cupos a la Copa de Brasil 2020 y dos más al Campeonato Brasileño de Fútbol Serie D 2020 para equipos que no pertenezcan a ninguna de las demás categorías.

## Sistema de juego
Los 12 equipos participantes del Módulo I se enfrentan entre sí en una única ronda jugando un máximo de 11 juegos en la primera fase. Los ocho mejores equipos clasificarán a la fase final del campeonato mientras que los dos últimos serán descendidos al Módulo II. De esta manera, se modifica el sistema de juego con respecto a las ediciones anteriores.
En la fase final, se jugarán cuartos de final a partido único mientras que las semifinales y la final serán jugados en partidos de ida y vuelta. Los mejores equipos en cada fase clasificarán a la siguiente hasta llegar al campeón del torneo.

### Criterios de desempate
En caso de empate en la primera fase, se sigue el siguiente orden:
1. Mayor número de partidos ganados.
2. Mejor diferencia de gol.
3. Mayor número de goles a favor.
4. Enfrentamiento directo.
5. Menor número de tarjetas rojas recibidas.
6. Menor número de tarjetas amarillas recibidas.
7. Sorteo.

En caso de empate en la fase de cuartos de final, se sigue el siguiente orden:
1. Mejor diferencia de gol.
2. Tiros desde el punto penal.

En caso de empate en las fases de semifinal y final, se sigue el siguiente orden:
1. Mejor diferencia de gol.
2. Rendimiento en la primera fase del torneo.

## Equipos participantes

### Ascensos y descensos
| Pos. | Descendidos en la temporada 2018 |
| ---- | -------------------------------- |
| 11.º | Demócrata                        |
| 12.º | Uberlândia                       |

| Pos. | Ascendidos del Módulo II |
| ---- | ------------------------ |
| 1.º  | Guaraní de Minas Gerais  |
| 2.º  | Tupynambás               |

### Información de los equipos
| Equipo           | Ciudad          | Estadio           | Capacidad | Posición 2018   |
| ---------------- | --------------- | ----------------- | --------- | --------------- |
| América Mineiro  | Belo Horizonte  | Independência     | 23 018    | 3.°             |
| Atlético Mineiro | Belo Horizonte  | Independência     | 23 018    | 2.°             |
| Boa Esporte      | Varginha        | Melão             | 15 471    | 7.°             |
| Caldense         | Poços de Caldas | Ronaldo Junqueira | 7600      | 9.°             |
| Cruzeiro         | Belo Horizonte  | Mineirão          | 61 846    | 1.°             |
| Guaraní          | Divinópolis     | Waldemar Teixeira | 4181      | 1.° (Módulo II) |
| Patrocinense     | Patrocínio      | Pedro Alves       | 8000      | 8.°             |
| Tombense         | Tombos          | Almeidão          | 3050      | 5.°             |
| Tupi             | Juiz de Fora    | Mario Helênio     | 31 863    | 4.°             |
| Tupynambás       | Juiz de Fora    | Mario Helênio     | 31 863    | 2.° (Módulo II) |
| URT              | Patos de Minas  | Zama Maciel       | 4858      | 6.°             |
| Villa Nova       | Nova Lima       | Castor Cifuentes  | 5160      | 10.°            |

## Primera fase
| Pos. | Equipos                 | PJ | PG | PE | PP | GF | GC | Dif. | Pts. |
| ---- | ----------------------- | -- | -- | -- | -- | -- | -- | ---- | ---- |
| 1.   | Atlético Mineiro        | 11 | 9  | 1  | 1  | 24 | 6  | +18  | 28   |
| 2.   | Cruzeiro                | 11 | 7  | 4  | 0  | 22 | 4  | +18  | 25   |
| 3.   | América Mineiro         | 11 | 6  | 4  | 1  | 22 | 9  | +13  | 22   |
| 4.   | Boa Esporte             | 11 | 5  | 3  | 3  | 21 | 16 | +5   | 18   |
| 5.   | Tombense                | 11 | 3  | 4  | 4  | 11 | 11 | 0    | 13   |
| 6.   | Caldense                | 11 | 3  | 4  | 4  | 11 | 12 | -1   | 13   |
| 7.   | Patrocinense            | 11 | 3  | 3  | 5  | 10 | 13 | -3   | 12   |
| 8.   | Tupynambás              | 11 | 3  | 2  | 6  | 10 | 18 | -8   | 11   |
| 9.   | Villa Nova              | 11 | 3  | 2  | 6  | 9  | 21 | -12  | 11   |
| 10.  | URT                     | 11 | 2  | 4  | 5  | 9  | 16 | -7   | 10   |
| 11.  | Guaraní de Minas Gerais | 11 | 1  | 7  | 3  | 8  | 12 | -6   | 10   |
| 12.  | Tupi                    | 11 | 0  | 4  | 7  | 6  | 23 | -17  | 4    |

|  |                                                     |
|  | Clasificados a la fase final.                       |
|  | Descendidos al Campeonato Mineiro - Módulo II 2019. |

### Resultados
- Los estadios y horarios del torneo se encuentra en la página oficial de la FMF.[3]

- La hora de cada encuentro corresponde al huso horario correspondiente al Estado de Minas Gerais (UTC-3).

| Guaraní de Minas Gerais | 0 - 3 | Cruzeiro        | Waldemar Texeira  | 19 de enero | 16:30 |
| Tupi                    | 1 - 1 | Tombense        | Mário Helênio     | 20 de enero | 11:00 |
| Caldense                | 1 - 1 | América Mineiro | Ronaldo Junqueira | 20 de enero | 11:00 |
| Villa Nova              | 1 - 5 | Tupynambás      | Castor Cifuentes  | 20 de enero | 11:00 |
| Atlético Mineiro        | 5 - 0 | Boa Esporte     | Independência     | 20 de enero | 17:00 |
| Patrocinense            | 2 - 1 | URT             | Pedro Alves       | 20 de enero | 17:00 |

| URT             | 1 - 1 | Caldense                | Zama Maciel   | 23 de enero | 19:00 |
| Tombense        | 1 - 0 | Atlético Mineiro        | Almeidão      | 23 de enero | 19:15 |
| Tupynambás      | 1 - 0 | Tupi                    | Mário Helênio | 23 de enero | 20:00 |
| Boa Esporte     | 2 - 2 | Guaraní de Minas Gerais | Melão         | 23 de enero | 20:00 |
| Cruzeiro        | 1 - 0 | Patrocinense            | Mineirão      | 23 de enero | 21:30 |
| América Mineiro | 3 - 0 | Villa Nova              | Independência | 24 de enero | 19:00 |

| Tupynambás      | 0 - 5 | Boa Esporte             | Mário Helênio     | 26 de enero | 18:00 |
| Cruzeiro        | 1 - 1 | Atlético Mineiro        | Mineirão          | 27 de enero | 11:00 |
| Villa Nova      | 0 - 0 | Guaraní de Minas Gerais | Castor Cifuentes  | 27 de enero | 16:00 |
| Caldense        | 0 - 2 | Patrocinense            | Ronaldo Junqueira | 27 de enero | 17:00 |
| América Mineiro | 5 - 0 | Tupi                    | Independência     | 27 de enero | 17:00 |
| URT             | 1 - 1 | Tombense                | Zama Maciel       | 27 de enero | 17:00 |

| Guaraní de Minas Gerais | 0 - 0 | Caldense        | Waldemar Texeira | 30 de enero | 17:15 |
| Tupi                    | 1 - 1 | Villa Nova      | Mário Helênio    | 30 de enero | 20:00 |
| Patrocinense            | 1 - 1 | Tupynambás      | Pedro Alves      | 30 de enero | 21:00 |
| Tombense                | 1 - 2 | América Mineiro | Almeidão         | 30 de enero | 21:30 |
| Atlético Mineiro        | 4 - 0 | URT             | Independência    | 30 de enero | 21:30 |
| Boa Esporte             | 2 - 2 | Cruzeiro        | Melão            | 31 de enero | 20:00 |

| Tupi             | 2 - 2 | Caldense                | Mário Helênio    | 2 de febrero | 16:30 |
| Atlético Mineiro | 2 - 0 | Guaraní de Minas Gerais | Independência    | 2 de febrero | 19:00 |
| Tupynambás       | 0 - 0 | Tombense                | Mário Helênio    | 3 de febrero | 11:00 |
| Villa Nova       | 0 - 3 | Cruzeiro                | Castor Cifuentes | 3 de febrero | 17:00 |
| Patrocinense     | 0 - 0 | América Mineiro         | Pedro Alves      | 3 de febrero | 17:00 |
| URT              | 1 - 1 | Boa Esporte             | Zama Maciel      | 4 de marzo   | 19:00 |

| Caldense                | 0 - 1 | Atlético Mineiro | Ronaldo Junqueira | 9 de febrero  | 16:30 |
| Guaraní de Minas Gerais | 0 - 0 | Tupi             | Waldemar Texeira  | 9 de febrero  | 17:00 |
| América Mineiro         | 3 - 1 | URT              | Independência     | 9 de febrero  | 21:00 |
| Boa Esporte             | 1 - 0 | Tombense         | Melão             | 10 de febrero | 10:30 |
| Villa Nova              | 3 - 1 | Patrocinense     | Castor Cifuentes  | 10 de febrero | 16:30 |
| Cruzeiro                | 3 - 0 | Tupynambás       | Mineirão          | 10 de febrero | 17:00 |

| Tombense         | 3 - 1 | Villa Nova              | Almeidão          | 16 de febrero | 17:00 |
| Atlético Mineiro | 2 - 0 | Tupi                    | Independência     | 16 de febrero | 19:00 |
| Caldense         | 2 - 1 | Boa Esporte             | Ronaldo Junqueira | 17 de febrero | 11:00 |
| Patrocinense     | 1 - 1 | Guaraní de Minas Gerais | Pedro Alves       | 17 de febrero | 16:00 |
| América Mineiro  | 0 - 0 | Cruzeiro                | Independência     | 17 de febrero | 17:00 |
| URT              | 1 - 0 | Tupynambás              | Zama Maciel       | 18 de febrero | 19:00 |

| Tupi             | 0 - 2 | Patrocinense            | Mário Helênio | 23 de febrero | 15:30 |
| Tombense         | 0 - 2 | Caldense                | Almeidão      | 23 de febrero | 16:00 |
| Tupynambás       | 2 - 0 | Guaraní de Minas Gerais | Mário Helênio | 24 de febrero | 11:00 |
| Boa Esporte      | 1 - 2 | América Mineiro         | Melão         | 24 de febrero | 17:00 |
| Atlético Mineiro | 3 - 1 | Villa Nova              | Independência | 24 de febrero | 17:00 |
| URT              | 1 - 1 | Cruzeiro                | Zama Maciel   | 24 de febrero | 19:00 |

| Guaraní de Minas Gerais | 1 - 0 | URT              | Waldemar Texeira | 9 de marzo    | 16:00 |
| Patrocinense            | 0 - 1 | Atlético Mineiro | Pedro Alves      | 9 de marzo    | 16:30 |
| América Mineiro         | 2 - 0 | Tupynambás       | Independência    | 9 de marzo    | 21:00 |
| Villa Nova              | 1 - 0 | Caldense         | Castor Cifuentes | 10 de febrero | 16:00 |
| Cruzeiro                | 2 - 0 | Tombense         | Mineirão         | 10 de febrero | 16:00 |
| Boa Esporte             | 4 - 1 | Tupi             | Melão            | 10 de febrero | 17:00 |

| Guaraní de Minas Gerais | 1 - 1 | Tombense        | Waldemar Texeira  | 16 de marzo | 16:00 |
| Tupi                    | 0 - 3 | Cruzeiro        | Mário Helênio     | 16 de marzo | 16:00 |
| Villa Nova              | 1 - 0 | URT             | Castor Cifuentes  | 16 de marzo | 16:00 |
| Patrocinense            | 1 - 2 | Boa Esporte     | Pedro Alves       | 16 de marzo | 17:00 |
| Caldense                | 3 - 0 | Tupynambás      | Ronaldo Junqueira | 17 de marzo | 11:00 |
| Atlético Mineiro        | 3 - 2 | América Mineiro | Independência     | 17 de marzo | 16:00 |

| URT             | 2 - 1 | Tupi                    | Zama Maciel   | 20 de marzo | 21:30 |
| Tombense        | 3 - 0 | Patrocinense            | Almeidão      | 20 de marzo | 21:30 |
| Tupynambás      | 1 - 2 | Atlético Mineiro        | Mário Helênio | 20 de marzo | 21:30 |
| Boa Esporte     | 2 - 0 | Villa Nova              | Melão         | 20 de marzo | 21:30 |
| Cruzeiro        | 3 - 0 | Caldense                | Mineirão      | 20 de marzo | 21:30 |
| América Mineiro | 2 - 2 | Guaraní de Minas Gerais | Independência | 20 de marzo | 21:30 |

## Fase final
|  | Cuartos de final  | Cuartos de final  | Cuartos de final  |   |                  | Semifinales               | Semifinales               | Semifinales               |  |  | Final            | Final            | Final            |
|  | 23 al 25 de marzo | 23 al 25 de marzo | 23 al 25 de marzo |   |                  | 30 de marzo al 7 de abril | 30 de marzo al 7 de abril | 30 de marzo al 7 de abril |  |  | 14 y 20 de abril | 14 y 20 de abril | 14 y 20 de abril |
|  |                   |                   |                   |   |                  |                           |                           |                           |  |  |                  |                  |                  |
|  | Atlético Mineiro  | 3                 | --                |   |                  |                           |                           |                           |  |  |                  |                  |                  |
|  | Tupynambás        | 1                 | --                |   |                  |                           |                           |                           |  |  |                  |                  |                  |
|  | Tupynambás        | 1                 | --                |   | Atlético Mineiro | 0                         | 5                         |                           |  |  |                  |                  |                  |
|  |                   |                   |                   |   | Atlético Mineiro | 0                         | 5                         |                           |  |  |                  |                  |                  |
|  |                   | Boa Esporte       | 0                 | 0 |                  |                           |                           |                           |  |  |                  |                  |                  |
|  | Boa Esporte       | Boa Esporte       | 0                 | 0 | 1 (3)            | --                        |                           |                           |  |  |                  |                  |                  |
|  | Boa Esporte       |                   |                   |   | 1 (3)            | --                        |                           |                           |  |  |                  |                  |                  |
|  | Tombense          | 1 (0)             | --                |   |                  |                           |                           |                           |  |  |                  |                  |                  |
|  |                   |                   |                   |   |                  |                           |                           |                           |  |  | Atlético Mineiro | 1                | 1                |
|  |                   |                   | Cruzeiro          | 2 | 1                |                           |                           |                           |  |  |                  |                  |                  |
|  | Cruzeiro          | 5                 | --                |   |                  |                           |                           |                           |  |  |                  |                  |                  |
|  | Patrocinense      | 0                 | --                |   |                  |                           |                           |                           |  |  |                  |                  |                  |
|  | Patrocinense      | 0                 | --                |   | Cruzeiro         | 3                         | 3                         |                           |  |  |                  |                  |                  |
|  |                   |                   |                   |   | Cruzeiro         | 3                         | 3                         |                           |  |  |                  |                  |                  |
|  |                   | América Mineiro   | 2                 | 0 |                  |                           |                           |                           |  |  |                  |                  |                  |
|  | América Mineiro   | América Mineiro   | 2                 | 0 | 2                | --                        |                           |                           |  |  |                  |                  |                  |
|  | América Mineiro   |                   |                   |   | 2                | --                        |                           |                           |  |  |                  |                  |                  |
|  | Caldense          | 0                 | --                |   |                  |                           |                           |                           |  |  |                  |                  |                  |

- Nota: En cada llave, el equipo ubicado en la primera línea es el que ejerce la localía en el partido de vuelta.

| Bandera del estado de Minas Gerais |
| Campeón Cruzeiro                   |
| 38.º título                        |

## Clasificación general
- El campeonato otorga tres cupos para la Copa de Brasil 2020 y, si algún equipo lo tiene garantizado por otra vía, pasará al siguiente en la clasificación general. Además, otorga tres cupos para la Serie D 2020 a los equipos que no se encuentren en ninguna de las demás categorías.

| Pos. | Equipos                 | PJ | PG | PE | PP | GF | GC | Dif. | Pts. |
| ---- | ----------------------- | -- | -- | -- | -- | -- | -- | ---- | ---- |
| 1.   | Cruzeiro                | 16 | 11 | 5  | 0  | 36 | 9  | +27  | 38   |
| 2.   | Atlético Mineiro        | 16 | 11 | 3  | 2  | 34 | 9  | +25  | 36   |
| 3.   | América Mineiro         | 14 | 7  | 4  | 3  | 26 | 15 | +11  | 25   |
| 4.   | Boa Esporte             | 14 | 5  | 5  | 4  | 16 | 17 | -1   | 20   |
| 5.   | Tombense                | 12 | 3  | 5  | 4  | 12 | 12 | 0    | 14   |
| 6.   | Caldense                | 12 | 3  | 4  | 5  | 11 | 14 | -3   | 13   |
| 7.   | Patrocinense            | 12 | 3  | 3  | 6  | 10 | 18 | -8   | 12   |
| 8.   | Tupynambás              | 12 | 3  | 2  | 7  | 11 | 21 | -10  | 11   |
| 9.   | Villa Nova              | 11 | 3  | 2  | 6  | 9  | 21 | -12  | 11   |
| 10.  | URT                     | 11 | 2  | 4  | 5  | 9  | 16 | -7   | 10   |
| 11.  | Guaraní de Minas Gerais | 11 | 1  | 7  | 3  | 8  | 13 | -5   | 10   |
| 12.  | Tupi                    | 11 | 0  | 4  | 7  | 6  | 23 | -17  | 4    |

|  |                                                     |
|  | Campeón y clasificado a la Copa de Brasil 2020.     |
|  | Subcampeón y clasificado a la Copa de Brasil 2020.  |
|  | Clasificado a la Copa de Brasil 2020.               |
|  | Clasificado a la Serie D 2020.                      |
|  | Descendidos al Campeonato Mineiro - Módulo II 2020. |

1. ↑  Villa Nova clasifica a la Serie D 2020 luego de que Tupynambás desistiera de participar en el torneo como tercer mejor ubicado del campeonato.[4]